# Келуй (комуна)
Келуй (рум. Călui) — комуна у повіті Олт в Румунії. До складу комуни входять такі села (дані про населення за 2002 рік):
- Гура-Келую (845 осіб)
- Келуй (1071 особа)

Комуна розташована на відстані 161 км на захід від Бухареста, 24 км на захід від Слатіни, 24 км на північний схід від Крайови.

## Населення
У 2009 року у комуні проживали 1910 осіб.